# Grünow (Brandenburgia)
Grünow – gmina w Niemczech, w kraju związkowym Brandenburgia, w powiecie Uckermark, wchodzi w skład urzędu Gramzow.